# Joseph Rabban
Joseph Rabban (antiguo malabar: Issuppu Irappan, también Yusuf/Oueseph Rabban) fue un destacado comerciante judío en Kodungallur en la costa de Malabar, India, a principios del siglo XI de nuestra era.

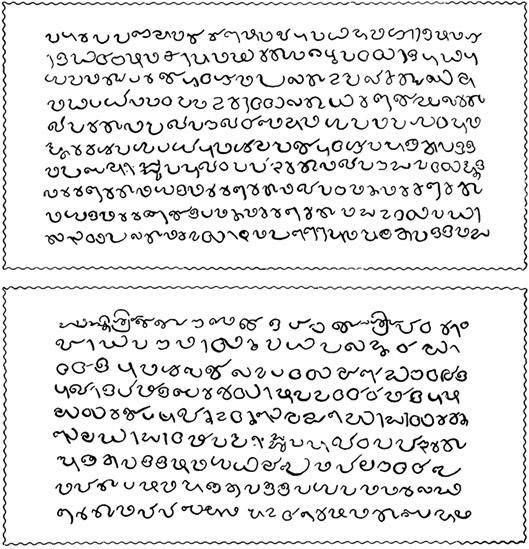
Placas de cobre judías de Cochin (c. 1000 d.C.)

Según las placas de cobre judías de Cochin (c. 1000 d. C.), una carta emitida por el rey Chera en Kodungallur, a Rabban se le concedieron los derechos de Anjuvannam del gremio de mercaderes junto con varios otros derechos comerciales y privilegios aristocráticos. Se le eximió de todos los pagos realizados por otros colonos de la ciudad de Muyirikkottu al rey —al mismo tiempo que se le extendían todos los derechos de los demás colonos—. Estos derechos y privilegios se otorgaron a perpetuidad a todos sus descendientes. Anjuvannam era un gremio de comerciantes del sur de la India organizado por mercaderes judíos, cristianos e islámicos de los países de Asia occidental.
Los descendientes de Rabban siguieron teniendo protagonismo sobre otros judíos de la costa de Malabar durante siglos. En la década de 1340 estalló un conflicto entre los descendientes, Joseph Azar, y su hermano.